# Grants
Grants è una città della contea di Cibola nel Nuovo Messico, negli Stati Uniti. Si trova a circa 126 km ad ovest di Albuquerque. La popolazione era di 9 182 abitati al censimento del 2010. È il capoluogo della contea di Cibola.
È sul Trail of the Ancients, una delle designate strade secondarie panoramiche del Nuovo Messico (New Mexico Scenic Byways).

## Geografia fisica
Secondo l'Ufficio del censimento degli Stati Uniti, ha una superficie totale di 14,86 mi² (38,49 km²).

## Storia
Grants nacque come campo ferroviario negli anni 1880, quando tre fratelli canadesi - Angus A. Grant, John R. Grant e Lewis A. Grant - ottennero un contratto per costruire una sezione della Atlantic and Pacific Railroad attraverso la regione. Il campo dei fratelli Grant era inizialmente chiamato Grants Camp, poi Grants Station e infine Grants. La nuova città avvolse l'insediamento coloniale di Los Alamitos e si sviluppò lungo i binari della Atlantic and Pacific Railroad.
La città prosperò a seguito del disboscamento nei vicini monti Zuni, e servì come punto di snodo per la Atlantic and Pacific, che divenne parte della Atchison, Topeka and Santa Fe Railway. La breve linea ferroviaria della Zuni Mountain Railroad aveva una piattaforma girevole nella città (vicino all'attuale uscita 81 della Interstate 40) e ospitava i lavoratori in una piccola comunità chiamata Breecetown. Il legname dei monti Zuni veniva spedito ad Albuquerque, dove una grande segheria trasformava il legname in prodotti di legno da essere venduti nell'ovest.
Dopo il declino del disboscamento negli anni 1930, Grants-Milan divenne famosa come la "capitale della carota" degli Stati Uniti. L'agricoltura fu aiutata dalla creazione della Bluewater Reservoir e i terreni vulcanici della regione fornirono le condizioni ideali per l'agricoltura. Grants beneficiò anche della sua posizione, grazie alla presenza di un aerofaro, e in seguito della U.S. Route 66, che portò viaggiatori e turisti e le imprese che si rivolgevano a loro. Oggi l'aerofaro e la stazione di servizio di volo sull'aeroporto (KGNT) sono stati restaurati come museo.

## Società

### Evoluzione demografica
Secondo il censimento del 2010, la popolazione era di 9 182 abitanti.

### Etnie e minoranze straniere
Secondo il censimento del 2010, la composizione etnica della città era formata dal 57,4% di bianchi, l'1,7% di afroamericani, il 16,9% di nativi americani, lo 0,8% di asiatici, lo 0,2% di oceanici, il 18,5% di altre razze, e il 4,3% di due o più razze. Ispanici o latinos di qualunque razza erano il 52,1% della popolazione.